# ويليم بانينج
ويليم بانينج هو أستاذ جامعي وعالم عقيدة وسياسي هولندي، ولد في 21 فبراير 1888 في Makkum, Súdwest-Fryslân ‏ في هولندا، وتوفي في 7 يناير 1971. نشط حزبياً في حزب العمل.